# Nuevo Gómez Farías
Nuevo Gómez Farías är en ort i Mexiko.   Den ligger i kommunen Saltillo och delstaten Coahuila, i den centrala delen av landet, 600 km norr om huvudstaden Mexico City. Nuevo Gómez Farías ligger 1 825 meter över havet och antalet invånare är 155.
Terrängen runt Nuevo Gómez Farías är platt åt sydost, men åt nordväst är den kuperad. Runt Nuevo Gómez Farías är det ganska tätbefolkat, med 111 invånare per kvadratkilometer. Närmaste större samhälle är Presa de los Muchachos, 13,7 km väster om Nuevo Gómez Farías. Omgivningarna runt Nuevo Gómez Farías är i huvudsak ett öppet busklandskap.